# Крок, Доминик
Доминик Крок (словац. Dominik Krok; род. 22 января 1991, Бардеёв)  — словацкий гандболист, выступающий за словацкий клуб ГК Татран Прешов.

## Карьера

#### Клубная
Доминик Крок начинал профессиональную карьеру в клубе ГК Эдимакс Бардеёв. В 2010 году Доминик Крок переходит в ГК Татран Прешов. Крок в составе Татрана многократный чемпион Словакии по гандболу.

## Награды
- Победитель чемпионата Словакии: 2013, 2014, 2015, 2016, 2017

## Статистика
Статистика Дминика Крока в сезоне 2018/19 указано на 11.6.2019
| Сезон        | Клуб             | Лига       | Матчи | Голы | 7-метр | Голы |
| ------------ | ---------------- | ---------- | ----- | ---- | ------ | ---- |
| 2016-17      | ГК Татран Прешов | Екстралига | 29    | 142  | 3      | 139  |
| 2017-18      | ГК Татран Прешов | Екстралига | 30    | 102  | 3      | 99   |
| 2017-18      | ГК Татран Прешов | Екстралига | 17    | 74   | 5      | 69   |
| 2016–по н.в. | Итого            | Екстралига | 76    | 318  | 11     | 307  |